# Corvospongilla novaeterrae
Corvospongilla novaeterrae är en svampdjursart som först beskrevs av Thomas Henry Potts 1886.  Corvospongilla novaeterrae ingår i släktet Corvospongilla och familjen Spongillidae. Inga underarter finns listade i Catalogue of Life.